# Promno-Stacja
Promno-Stacja – osada w Polsce, w województwie wielkopolskim, w powiecie poznańskim, w gminie Pobiedziska.
W latach 1975–1998 miejscowość administracyjnie należała do województwa poznańskiego.
Osada należy do sołectwa Borowo-Młyn. Położona przy drodze wojewódzkiej nr 194. Znajduje się tu przystanek kolejowy Promno oraz zajazd Rzepicha wybudowany w 1974.